# 埃尔谢克·若尔特
埃尔谢克·若尔特（匈牙利語：Érsek Zsolt，1966年6月13日—），匈牙利男子击剑运动员。他曾代表匈牙利参加1988年、1992年和1996年夏季奥林匹克运动会击剑比赛，获得一枚铜牌。